# Alexander d’Arnals
Alexander d’Arnals (* 28. Juni 1871 in Hamburg als Hermann Alexander Dühring; † 29. Dezember 1947 in Berlin-Schöneberg) war ein deutscher Regisseur, Dirigent, Schauspieler und Opernsänger.

## Leben und Wirken
Nach dem Schulbesuch schlug er eine künstlerische Laufbahn ein und ließ sich zum Dirigenten ausbilden. 1893 wurde er Solorepetitor in Schwerin und war bis 1907 als Schauspieler und Opernsänger aktiv. Danach wechselte er als Regisseur zunächst nach Köln und dann an die Königlich Sächsische Hofoper nach Dresden, ab 1921 nach Berlin. Ab 1933 war er dort an der Deutschen Oper tätig. Zum 1. Juni 1932 trat er der NSDAP bei (Mitgliedsnummer 1.363.867), seit April 1934 war er förderndes Mitglied der SS.
1946 wurde ein Entnazifizierungsverfahren gegen Alexander d'Arnals-Dühring eingeleitet.